# Рыгалов, Геннадий Викторович
Генна́дий Ви́кторович Рыга́лов (1 сентября 1957, Ростов-на-Дону — 8 июня 2014, Ростов-на-Дону) — российский мим, актёр, педагог, создатель и руководитель ростовского театра пантомимы «Пластилиновый кот».

## Биография
Ученик Юрия Попова (Ростов-на-Дону, Вильнюс).
По образованию инженер-технолог. Работал в проектном институте.
В 1975 году в ростовском ДК «Энергетик» сыграл роль Тибальда в спектакле Юрия Попова «Ромео и Джульетта».
В 1978—1979 годах вёл с Ларисой Кузнецовой студию пантомимы на худграфе Ростовского педагогического института.
Работал актёром в Литве, Польше, Италии. Сотрудничал с Г. Томашевским, В. Полуниным. В 1983 году открыл в Ростове-на-Дону театр пантомимы «Пластилиновый кот».
Последние годы жил и работал в Ростове-на-Дону. Вёл курс пантомимы в ростовском частном театре «Человек в кубе».
Скоропостижно скончался 8 июня 2014 года в Ростове-на-Дону.

## Спектакли Геннадия Рыгалова
- «Эскориал» (Мишель де Гельдерод)[2][3]
- «Соломон» (пластическая импровизация)[4]
- «Хомо Сити»
- «Химеры»
- «Босх-2»[5]

## Цитаты
- «Меня почему-то часто спрашивали, у какого американского хореографа я учился? Я учился у русского Юры Попова. Потом меня пригласили в польский театр. Но у них тогда случилась революция и все обломалось. В Италии ко мне подходили молодые актёры все с тем же „американским вопросом“, просились в ученики. Я преподавал им пластику, помогал ставить гоголевский „Нос“. Все почему-то думают, что лучшие мастера пластики в Голливуде. Между тем пантомима началась с Польши. Попов стал заниматься этим искусством после турпоездки в Польшу. Он увидел Глушака, Томашевского. В этом поляки ушли далеко. Остальная Европа зациклилась на уровне Марселя Марсо: белый грим, клоунада. У нас потом появился Полунин. Но Попов первый, кто стал делать спектакли, а не миниатюры. Я хорошо знаю Славу и очень его уважаю. Он предлагал мне работать вместе ещё в Ленинграде, но я отказался. Для него смешить — это работа, а для меня это было увлечение»[1] — Геннадий Рыгалов, 2004.